# Jack Kid Berg
Jack Kid Berg est un boxeur anglais né le 28 juin 1909 à Londres et mort le 22 avril 1991.

## Carrière
Il devient champion du monde des super-légers NBA (National Boxing Association) le 18 février 1930 en battant à la 10e reprise l'américain Mushy Callahan puis confirme cette victoire contre Joe Glick, Al Delmont, Buster Brown, Goldie Hess, Herman Perlick et Billy Wallace avant d'être à son tour battu par Tony Canzoneri le 24 avril 1931.

## Distinctions
- Jack Kid Berg - Kid Chocolate est élu combat de l'année en 1930 par Ring Magazine.
- Il est membre de l'International Boxing Hall of Fame depuis 1994.